# Javna dela
Javna dela so programi, namenjeni dolgotrajno brezposelnim osebam. Programi javnih del omogočajo enoletno zaposlitev na področjih vzgoje in izobraževanja, kulture, socialnega varstva, okolja in prostora in na drugih podobnih področjih. Na Slovenskem jih financira država in se izvajajo že več kot 25 let. Programe javnih del izvajajo neprofitni delodajalci  Arhivirano 2018-04-14 na Wayback Machine..

## Slovenija

### Ciljna populacija
V programe javnih del se lahko vključijo dolgotrajno brezposelni. Zaposlitev traja eno leto. Prednost imajo tisti, ki so več kot dve leti prijavljeni med brezposelnimi in niso vključeni v nobenega od programov aktivne politike zaposlovanja. Če so v enem letu vključeni v zaposlitev, ki traja manj kot eno leto, se lahko ponovno vključijo in delajo toliko časa, da skupna zaposlitev traja eno leto. A ponovna vključitev je možna le, če od zadnje ni minilo več kot šest mesecev. 
Določeni brezposelni posamezniki imajo možnost ponovne vključitve v programe javnih del, to so invalidi, Romi in starejši od 58 let. 

### Postopek vključitve
Program javnih del sodi med programe aktivne politike zaposlovanja, za katere obstaja predpisan postopek vključevanja: 
1.	Predlog za vključitev v program
2.	Presoja smiselnosti vključitve
3.	Priprava in podpis zaposlitvenega načrta. 
Ta postopek se opravi na uradu za delo pri svetovalcu zaposlitve, pri katerem se je oseba prijavila kot brezposelna. Svetovalec razloži način dela, seznani kandidata s pravicami in obveznostmi, potem pa ga napoti k izvajalcu programa. Ta izbere najprimernejšega kandidata, ki mora opraviti še zdravniški pregled, zatem pa se podpiše pogodba o vključitvi v program. Z izvajalcem javnega dela pa izbrani kandidat sklene pogodbo o zaposlitvi. 

### Namen
Programi javnih del omogočajo dolgotrajno brezposelnim zaposlitev za določen čas, s čimer se poveča njihova socialna varnost. Ker eno leto delajo, pa pridobivajo tudi nove izkušnje, ki lahko koristijo pri nadaljnjih prijavah na različna delovna mesta. Hkrati jim zaposlitev omogoča širjenje socialne mreže. V letu zaposlitve dobivajo vključeni v progam javnega dela plačo, povrnjene stroške prehrane in potne stroške. Pripada jim tudi letni dopust in regres. Izbrani kandidati opravijo usposabljanje za opravljanje določenega dela in dobijo mentorja, ki jim nudi podporo skozi leto zaposlitve.

### Sodelujoče organizacije
Zavod za zaposlovanje Republike Slovenije vsako leto konec oktobra na svoji spletni strani objavi javno povabilo neprofitnim organizacijam, ki se lahko odzovejo in prejmejo sredstva države za zaposlitev dolgotrajno brezposelne osebe. Za leto 2018 je država izvajanju programov javnih del namenila 25 milijonov evrov, kar bo predvidoma omogočilo enoletno zaposlitev 4.500 dolgotrajno brezposelnih. Zavod sofinancira od 55 % do 95 % stroškov plače zaposlenega, nekaterim delodajalcem pa preostanek krije občina, iz katere je delodajalec. Zavod krije tudi stroške zdravniškega pregleda in izobraževanja (Gabrovec, 2017).  
Programi se osredotočajo na neprofitne organizacije, ki so družbeno odgovorne in sodijo v eno od naslednjih kategorij: kmetijstvo, vzgoja in izobraževanje, okolje in prostor, kultura, socialno varstvo ali drugi programi javnih del.

## Tujina
V tujini za javna dela uporabljajo naziva javni zaposlitveni program PEP (public employment programme) in program javnih del PWP (public works programme). V tujini so popularni instrumenti socialne zaščite pred kronično revščino (Khembo in Chapman, 2017). Ti programi zagotavljajo zaposlitev z ustvarjanjem delovnih mest, povezanih predvsem z delom za javno dobro, ob predpisani plači, namenjeni pa so tistim, ki ne morejo najti alternativne zaposlitve. Delujejo kot socialna varnostna mreža, plačilo pa zagotavlja država. Že od ekonomske krize v 30. letih dvajsetega stoletja dalje države investirajo v projekte javnih del, da bi spodbudile splošno gospodarstvo. Novejši primeri takih investicij so kitajski spodbujevalni ekonomski načrt leta 2008 – 2009 (Chinese economic stimulus program), spodbujevalni načrt Evropske unije leta 2008 (2008 European Union stimulus plan) in ameriški Zakon o obnovitvi in reinvesticiji leta 2009 (American Recovery and Reinvestment Act of 2009).
Zelo popularna je postala oblika javnih del, ki ponuja kratkotrajno zaposlitev, predvsem je pogosta v Podsaharski Afriki. Kratkoročno je to učinkovito kot odziv na prehodne šoke in akutne krize na trgu dela.

## Rezultati
Programi javnih del predstavljajo varovalno mrežo za gospodinjstva po gospodarskih šokih. Programi so fleksibilni in se lahko prilagodijo glede na problematiko in kontekst države, v kateri se izvajajo. Kljub določenim izvedbenim problemom, večinoma dosežejo ciljno populacijo.  V Sloveniji dobi po končanem letu zaposlitve preko javnih del, 20% ljudi redno zaposlitev v podjetju, kjer so opravljali javno delo.

#### Problematika
Programi javnih del se 'oglašujejo' kot močni socialni zaščitni dejavniki za revne in nezaposlene, hkrati pa naj bi zagotavljali družbeno korist za celotno skupnost. Po drugi strani pa jim očitajo, da so zelo dovzetni za korupcijo. Hkrati s korupcijo tudi racionalizacija, slabo upravljanje in drugi izvedbeni problemi omejujejo njihovo učinkovitost. Prav tako so administrativno zahtevni in predstavljajo drag način prenosa denarja in dobrin revnim. Ta problematika je še posebej vidna v revnih državah in državah v razvoju.  Poleg  tega pa vlade ne postavljajo vedno jasnih ciljev in ne spodbujajo dovolj k oblikovanju in izvajanju programa. Nenazadnje lahko programi javnih del tudi zmanjšujejo razpoložljivost delovnih mest v zasebnem sektorju.